# Gonysfleck
Als Gonysfleck wird in der Zoologie ein farbiger Fleck bezeichnet, der am Schnabel von einigen Möwen zu finden ist.

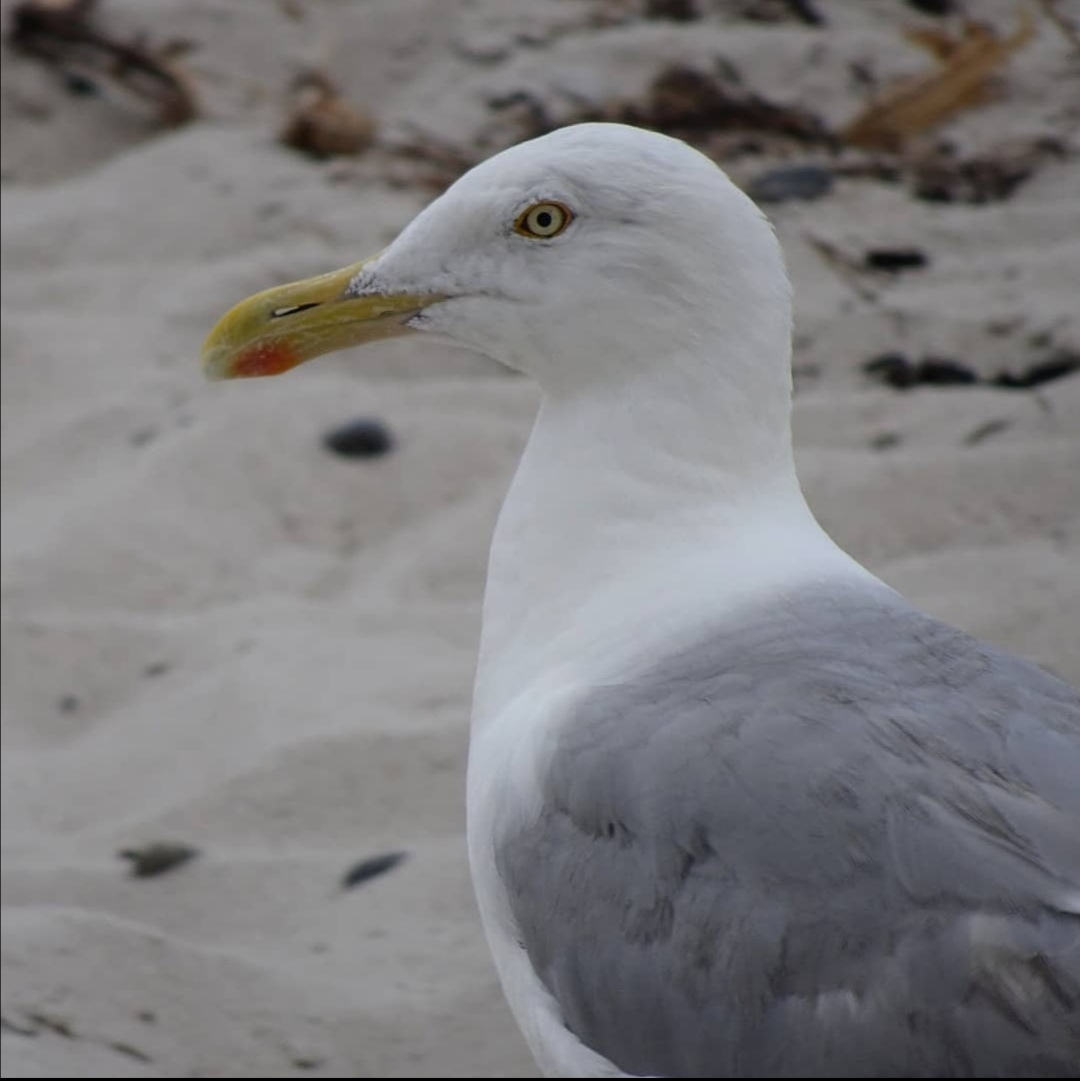
Gut zu erkennender Gonysfleck an der Unterseite des Schnabels einer Silbermöwe.

## Merkmale
Vorzufinden ist der Gonysfleck an der Unterseite des Schnabels, wo die beiden Unterschnabeläste eine Nahtstelle (Gonys) bilden, die bei einigen Arten in Form einer Kante (Gonyseck) hervorsteht. 
In einigen Fällen greift dieser Fleck auf die Oberseite des Schnabels über, sodass eine Schnabelbinde gebildet wird.

## Funktion
Junge Möwenküken picken reflexartig in Richtung des Flecks auf dem Schnabel der Eltern und werden daraufhin gefüttert. Nikolaas Tinbergen untersuchte dieses Verhalten kurz nach 1945. Die Farbe des Gonysflecks spielt aber eine untergeordnete Rolle, wie die Wiederholung des Experiments zeigte.